# Escudo de la provincia del Chubut
El escudo de la provincia del Chubut es un escudo de tipo español antiguo. Tiene una forma irregular. El 31 de octubre de 1964, con la sanción de la ley 523, se creó el Día del Escudo de la Provincia del Chubut.

## Simbología
- El fondo azul está dividido por una línea amarilla, representando las dos etapas políticas del Chubut: la de territorio nacional y la de provincia.
- En la parte inferior se ve representado el Dique Florentino Ameghino, una gran obra de ingeniería para la provincia.
- En la parte superior del Dique Florentino Ameghino se encuentra una espiga de trigo, que representa la inmigración galesa.
- En la parte superior se encuentra el nombre de la provincia, con letras de plata.
- En la parte superior externa se encuentra un sol con 16 rayos que simbolizan los departamentos de Chubut y anuncian un brillante porvenir.
- En los laterales se encuentran dos ramas de laurel, que llegan hasta el sol, y simbolizan la gloria, la buena fama y el triunfo.
- En la parte inferior externa, justo en la punta de los laureles, se encuentra una cinta con los colores nacionales, celeste y blanco.

El 30 de diciembre de 2004 fue sancionada la ley n.º 5295 que fue modificó el escudo agregando al sol una barra más (la número 16), para incluir al departamento Atlántico.